# Macica

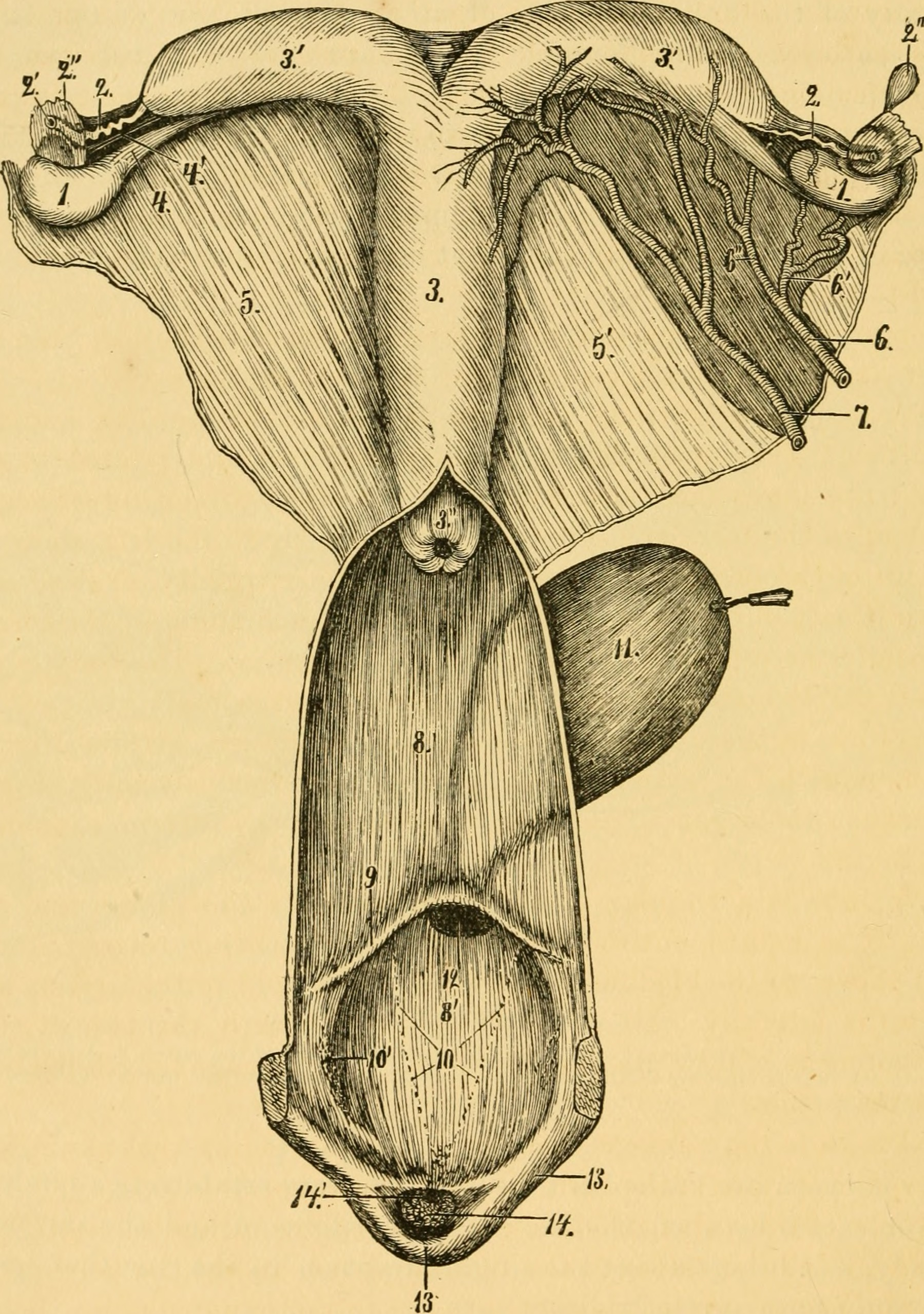
Rycina przedstawiająca układ rozrodczy klaczy, macica zaznaczona cyfrą 3.

Macica (łac. uterus) – narząd żeńskiego układu rozrodczego, w którym zachodzi rozwój embrionalny kręgowców (najwyraźniej rozwinięta jest u torbaczy i łożyskowców) lub odcinek dróg rodnych bezkręgowców, w którym gromadzone są jaja przechodzące wstępny rozwój.

## Bezkręgowce
U bezkręgowców jest to odcinek dróg rodnych samicy, w którym zostają zgromadzone jaja i przechodzą bruzdkowanie. U widłonogów w macicy jaja są zaopatrywane w żółtko. U niektórych wirków i nicieni formowane są tu osłonki lub torebki jajowe. U przywr i tasiemców macica jest magazynem jaj, które przesuwając się w niej stopniowo dojrzewają. U niektórych tasiemców macica nie ma ujścia i w niej ostatecznie gromadzą się wszystkie jaja. W związku z tym jest ona bardzo obszerna i stanowi większą część dojrzałego członu tasiemca. Jaja zostają wydalone wtedy razem z całym członem.

## Kręgowce
U kręgowców macica to odcinek leżący między jajowodami (oviductus) i pochwą (vagina). Nie jest pewne, czy macice różnych kręgowców są narządami homologicznymi.
U kręgowców niższych trudno jest zlokalizować macicę, jest ona odcinkiem przewodów Müllera. U torbaczy i łożyskowców przewody te wyraźnie różnicują się na kolejne odcinki dróg rodnych, w tym macicę. U niektórych ssaków (w tym mrówników) występuje macica podwójna (uterus duplex). Zrośnięcie macicy prawej i lewej przed ujściem pochwy występuje u niektórych gryzoni i drapieżnych – jest ona określana mianem macicy dwudzielnej (uterus bipartitus). U kopytnych i małpiatek występuje macica dwurożna (uterus bicornis), czyli macica (prawa i lewa) zrośnięta na dłuższym odcinku. Spośród zwierząt domowych mięsożerne, przeżuwacze i świnie mają macicę dwurożną przegrodową z przegrodą zwaną żaglem macicy, konie natomiast wyróżnia macica dwurożna bezprzegrodowa. U leniwców, pancerników i antropoidów macica jest pojedyncza (uterus simplex) czyli prawa i lewa uległa całkowitemu zrośnięciu.
U łożyskowców macica jest silnie umięśniona i rozciągliwa, w jej błonie następuje zagnieżdżanie (implantacja) i rozwój zarodka. Macica stanowi ochronę dla zarodka i pośredniczy w przekazywaniu substancji odżywczych i oddechowych (łożysko). Jej skurcze są głównym czynnikiem wydalającym płód z organizmu matki (poród).

### Człowiek
Prawidłowa macica kobiety składa się z trzech części:
- trzon macicy (corpus uteri) pokryty od zewnątrz otrzewną
- cieśń macicy (isthmus uteri) jest miejscem przejścia trzonu macicy w jej szyjkę
- szyjka macicy (cervix uteri) składająca się z części nadpochwowej i pochwowej

## Galeria – macica człowieka

Układ rozrodczy (żeński)
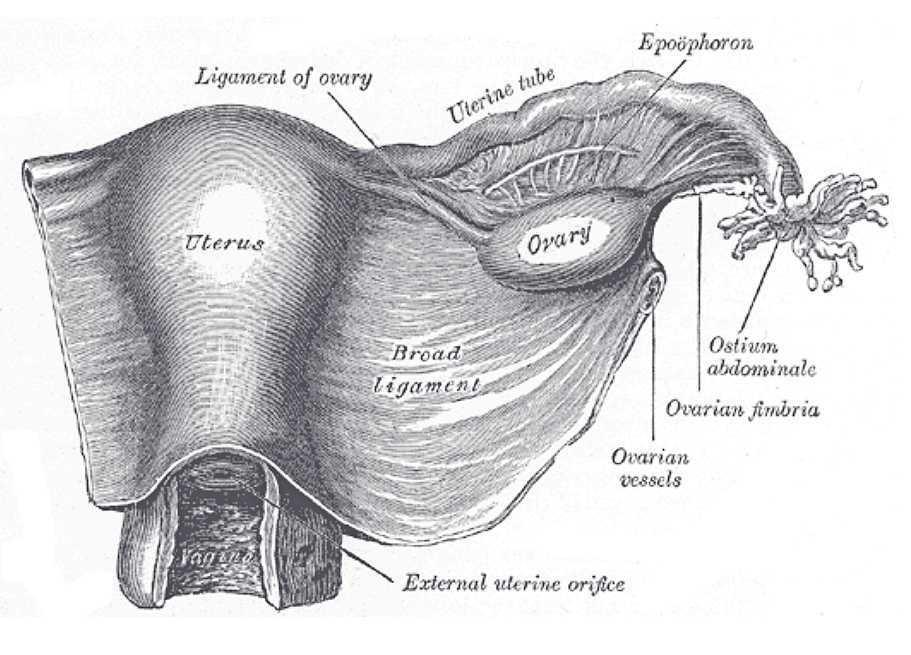
Rycina przedstawiająca macicę z podręcznika do anatomii Graya
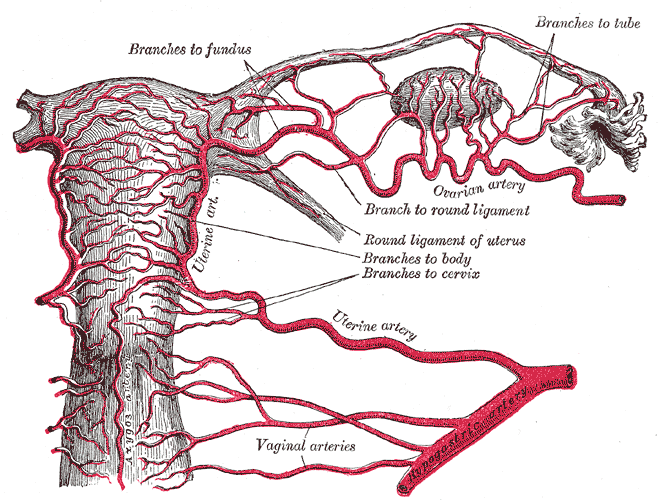
Ukrwienie tętnicze macicy
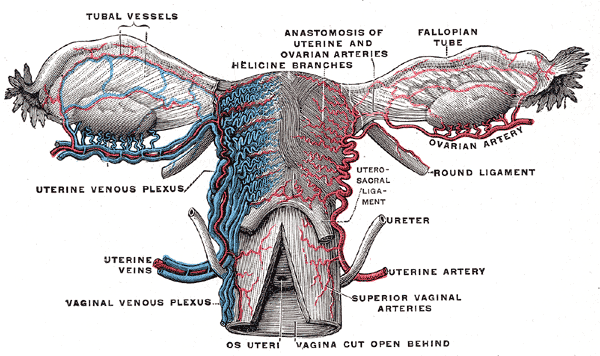
Ukrwienie żylno-tętnicze macicy